# Flughafen Grímsey

i8
i11
i13
Der Flughafen Grímsey (isländisch Grímseyjarflugvöllur, IATA-Code: GRY, ICAO-Code: BIGR) ist ein Flughafen, welcher Grímsey, eine kleine Insel 40 km nördlich von Island, bedient.

## Fluggesellschaften und planmäßige Flugziele
Vom Flughafen wird ein Ziel, Akureyri, durch Norlandair angeflogen. Im Jahr 2016 fanden Flüge im Sommer (zwischen dem 1. Juni und dem 31. August) täglich statt, außerhalb dieser Sommersaison dreimal wöchentlich.
| Fluggesellschaft | Flugziele |
| ---------------- | --------- |
| Norlandair       | Akureyri  |